# Mühlwald
Mühlwald (em italiano Selva dei Molini) é uma comuna italiana da região do Trentino-Alto Ádige, província de Bolzano, com cerca de 1.457 habitantes. Estende-se por uma área de 104 km², tendo uma densidade populacional de 14 hab/km². Faz fronteira com Campo Tures, Chienes, Falzes, Gais, Terento, Val di Vizze, Valle Aurina, Vandoies.

## Demografia
| Variação demográfica do município entre 1861 e 2011                               |
|                                                                                   |
| Fonte: Istituto Nazionale di Statistica (ISTAT) - Elaboração gráfica da Wikipedia |